# Horst Söhnlein
Horst Söhnlein (født 13. oktober 1943, død 23. marts 2023) var en tysk akvitist og terrorist, der var tilknyttet Rote Armee Fraktion og den såkaldte udenomsparlamentariske opposition.
Söhnlein gjorde sig skyldig i medvirken til mordbrand, da han sammen med Andreas Baader, Gudrun Ensslin og Thorwald Proll 2. april 1968 satte ild til to stormagasiner i Frankfurt am Main som protest mod Vietnamkrigen. Alle fire blev anholdt to dage senere og sigtet dømt for mordbrand og idømt tre års fængsel. I juni 1969 blev de alle midlertidigt benådet som følge af et amnesti for politiske fanger, men blev af Bundesverfassungsgericht i november samme år sendt tilbage i fængsel. De tre øvrige flygtede til Paris, men Söhnlein accepterede afgørelsen.